# 트리니티반도

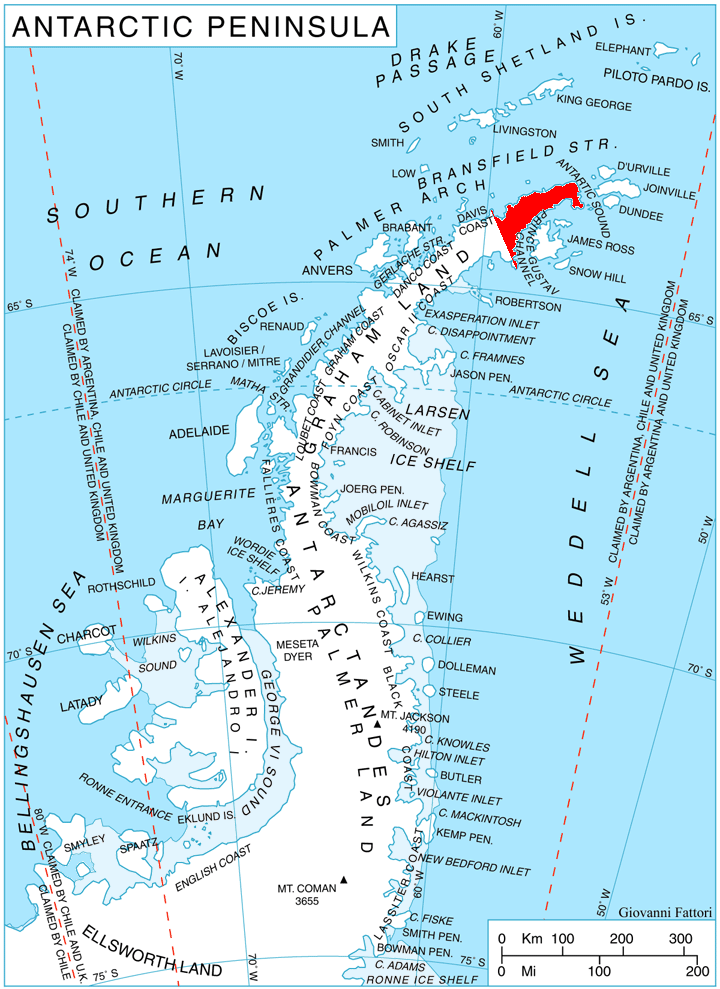
트리니티 반도의 위치.

트리니티 반도(영어: Trinity Peninsula)는 남극 반도 최북단에 위치한 지역이다. 북서쪽 연안의 케이터곶과 남동쪽 연안의 롱잉곶을 잇는 가상의 선을 경계선으로 그 이북의 두부제곶까지 약 130km 정도 뻗은 반도를 가리킨다. 트리니티반도의 최북단 지점은 프라임헤드 (Prime Head)로 알려져 있다.
프라임헤드에서 남동쪽으로 약 20km 떨어진 곳에는 호프베이 (Hope Bay)가 있으며 이곳에는 연중 내내 운영되는 아르헨티나의 에스페란사 기지가 자리잡고 있다.

## 역사
1820년 1월 30일 영국 해군 사령관 에드워드 브랜스필드 (Edward Bransfield)가 인근에 새로 발견된 사우스셰틀랜드 제도의 해도를 작성하는 과정에서 처음 발견하였다. 트리니티반도가 처음 세상에 알려질 당시 트리니티랜드 (Trinity Land), 팔머랜드 (Palmer Land), 랜드오브루이스필립 (Land of Louis Philippe) 등 다양한 지명이 붙었는데 이들 모두 역사적 유래가 깊다.
이 가운데 오늘날 쓰이는 '트리니티반도' (Trinity Peninsular)라는 지명은, 1820년 첫 발견 당시 브랜스필드가 영국의 옛 도선업체인 트리니티 하우스 사 (Trinity House Corporation)의 공로를 생각하여 '트리니티 랜드' (Trinity Land)라 이름붙인 것에서 유래한 것으로 알려져 있다. 그러나 브랜스필드가 정말로 그런 의향에 따라 붙였는가는 확인되지 않고 있으며 남극사학자들 사이에서는 해석이 엇갈린다.
트리니티반도에 사람이 처음 상륙한 것은 1820년 11월 16일 미국 탐험가 네이서니얼 팔머 (Nathaniel Plamer)가 이끄는 탐험선이 도달한 것이 첫 사례이다.

## 지도
- Trinity Peninsula. Scale 1:250000 topographic map No. 5697. Institut für Angewandte Geodäsie and British Antarctic Survey, 1996.

## 같이 보기
- 에디 콜
- 이스테이 락
- 웨일백 록스